# Ґацкі (Куявсько-Поморське воєводство)
Ґацкі (пол. Gacki) — село в Польщі, у гміні Джицим Свецького повіту Куявсько-Поморського воєводства.
Населення — 275 осіб (2011).
У 1975-1998 роках село належало до Бидгощського воєводства.

## Демографія
Демографічна структура станом на 31 березня 2011 року:
|          | Загалом | Допрацездатний вік | Працездатний вік | Постпрацездатний вік |
| -------- | ------- | ------------------ | ---------------- | -------------------- |
| Чоловіки | 144     | 39                 | 101              | 4                    |
| Жінки    | 131     | 24                 | 87               | 20                   |
| Разом    | 275     | 63                 | 188              | 24                   |